# Ассоциативный массив
Ассоциативный массив (словарь) — абстрактный тип данных (интерфейс к хранилищу данных), позволяющий хранить пары вида «(ключ, значение)» и поддерживающий операции добавления пары, а также поиска и удаления пары по ключу:
- INSERT(ключ, значение)
- FIND(ключ)
- REMOVE(ключ)

Предполагается, что ассоциативный массив не может хранить две пары с одинаковыми ключами.
В паре {\displaystyle (k,v)} значение {\displaystyle v} называется значением, ассоциированным с ключом {\displaystyle k}. Где {\displaystyle k} — это key, a {\displaystyle v} — value. Семантика и названия вышеупомянутых операций в разных реализациях ассоциативного массива могут отличаться.
Операция FIND(ключ) возвращает значение, ассоциированное с заданным ключом, или некоторый специальный объект UNDEF, означающий, что значения, ассоциированного с заданным ключом, нет. Две другие операции ничего не возвращают (за исключением, возможно, информации о том, успешно ли была выполнена данная операция).
Ассоциативный массив с точки зрения интерфейса удобно рассматривать как обычный массив, в котором в качестве индексов можно использовать не только целые числа, но и значения других типов — например, строки.
Поддержка ассоциативных массивов есть во многих интерпретируемых языках программирования высокого уровня, таких, как Perl, PHP, Python, Ruby, Tcl, JavaScript и других. Для языков, которые не имеют встроенных средств работы с ассоциативными массивами, существует множество реализаций в виде библиотек. Ассоциативная память это способ прямой поддержки ассоциативных массивов на аппаратном уровне.
Примером ассоциативного массива является телефонный справочник: значением в данном случае является совокупность «Ф. И. О. + адрес», а ключом — номер телефона, один номер телефона имеет одного владельца, но один человек может иметь несколько номеров.
Три основных операции часто дополняются другими, наиболее популярные расширения:
- CLEAR — удалить все записи,
- EACH — «пробежаться» по всем хранимым парам,
- MIN — найти пару с минимальным значением ключа,
- MAX — найти пару с максимальным значением ключа.

В последних двух случаях необходимо, чтобы на ключах была определена операция сравнения.

## Реализации ассоциативного массива
Существует множество различных реализаций ассоциативного массива.
Самая простая реализация может быть основана на обычном массиве, элементами которого являются пары (ключ, значение). Для ускорения операции поиска можно упорядочить элементы этого массива по ключу и осуществлять нахождение методом бинарного поиска. Но это увеличит время выполнения операции добавления новой пары, так как необходимо будет «раздвигать» элементы массива, чтобы в образовавшуюся пустую ячейку поместить новую запись.
Наиболее популярны реализации, основанные на различных деревьях поиска. Так, например, в стандартной библиотеке STL языка C++ контейнер map реализован на основе красно-чёрного дерева.
В языках D, Java, Ruby, Tcl, Python используется один из вариантов хеш-таблицы.
Есть и другие реализации.
У каждой реализации есть свои достоинства и недостатки. Важно, чтобы все три операции выполнялись как в среднем, так и в худшем случае за время {\displaystyle O(\log n)}, где {\displaystyle n} — текущее количество хранимых пар. Для сбалансированных деревьев поиска (в том числе для красно-чёрных деревьев) это условие выполнено.
В реализациях, основанных на хеш-таблицах, среднее время оценивается как {\displaystyle O(1)}, что лучше, чем в реализациях, основанных на деревьях поиска. Но при этом не гарантируется высокая скорость выполнения отдельной операции: время операции INSERT в худшем случае оценивается как {\displaystyle O(n)}. Операция INSERT выполняется долго, когда коэффициент заполнения становится высоким и необходимо перестроить индекс хеш-таблицы.
Хеш-таблицы плохи также тем, что на их основе нельзя реализовать быстро работающие дополнительные операции MIN, MAX и алгоритм обхода всех хранимых пар в порядке возрастания или убывания ключей.